# Esercito di Würzburg
L'esercito di Würzburg (in tedesco ufficialmente Würzburgische Armee), è stato l'esercito del vescovato di Würzburg e del Granducato di Würzburg dal 1553 al 1814.

## Storia
Il principato vescovile di Würzburg apparteneva al circolo di Franconia, e già prima di istituire un proprio esercito permanente la cittadina disponeva di propri contingenti armati in caso di necessità. Nel 1553, durante la seconda guerra dei margravi, Würzburg fu in grado di reclutare 12 battaglioni tra fanteria e cavalleria. Come parte della Lega cattolica, il principato vescovile fu in grado di fornire un reggimento di fanteria nel 1610 e un altro reggimento di fanteria nel 1619.
Come risultato della pace di Vestfalia, tutti i possedimenti imperiali, compresi quelli dei principi vescovi, ricevettero il diritto di mantenere un esercito permanente al proprio servizio per la sicurezza dei propri confini. Nel contempo, molti di questi principati furono in grado di mantenere un esercito stabile anche in tempo di pace. In particolare, dal XVIII secolo, le truppe del vescovato iniziarono ad essere prestate come mercenarie ad altre importanti potenze europee, riducendone così i costi di mantenimento e consolidando il bilancio dello stato.
Tra i personaggi di maggior rilievo che militarono nell'esercito di Würzburg vi fu indubbiamente l'architetto Balthasar Neumann.
Il 19 marzo 1747 il principato vescovile di Würzburg firmò un accordo con la Repubblica delle Sette Province per la fornitura di due reggimenti di fanteria per un periodo di due anni. Dopo la scadenza del contratto, ai reggimenti fu ordinato di tornare a Würzburg, il 23 aprile 1749.

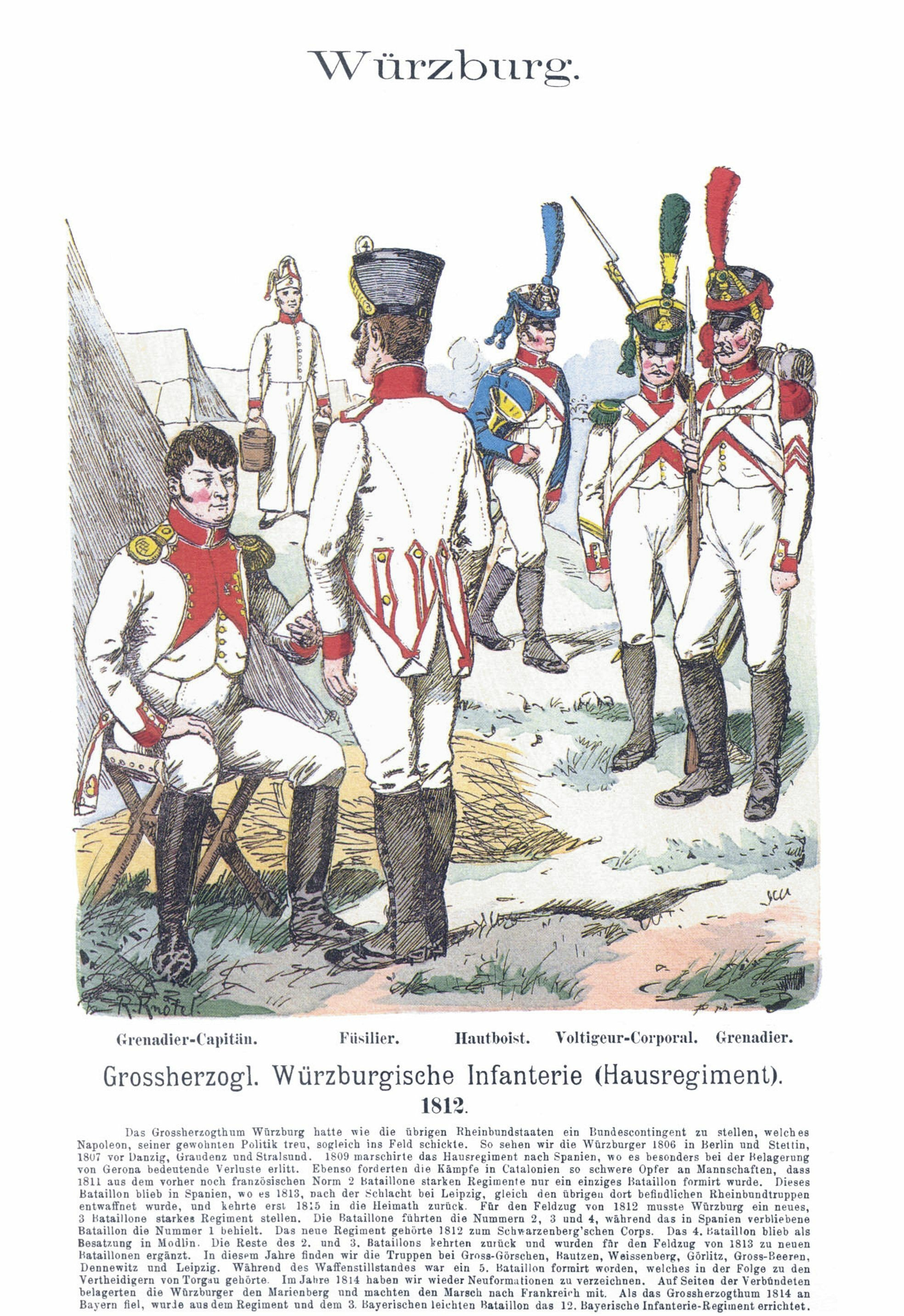
Divise della fanteria dell'esercito di Würzburg

Durante la Guerra dei Sette anni, il principe-vescovo affittò i due reggimenti, il "Rosso" ed il "Blu", all'imperatore. Il generale delle truppe di Würzburg, Maximilian Wilhelm Siegmund von Stetten, guidò entrambi i reggimenti nel corso del conflitto dove il primo di essi prese parte alla battaglia di Roßbach nella quale perse 32 soldati. Nel 1789 l'esercito di Würzburg era composto da quasi 3 000 soldati che rimasero in forze sino a quando, con la riorganizzazione degli stati ecclesiastici del Sacro Romano Impero, il territorio (e di conseguenza l'esercito) del vescovato passarono sotto la guida dell'elettorato di Baviera nel 1803. L'esercito tornò brevemente indipendente sotto il granducato di Würzburg all'interno della Confederazione del Reno, alleato di Napoleone. Di conseguenza, l'esercito di Würzburg prese parte alla guerra contro la quarta coalizione. Nel 1809 i soldati di Würzburg furono impiegati al fianco di quelli francesi in Spagna, subendo perdite significative, in particolare durante l'assedio di Gerona ed in Catalogna. L'ultimo dei due battaglioni rimasti stazionò in Spagna sino al 1813. Per la campagna di Russia, Würzburg fornì un reggimento di tre battaglioni. I resti del 2º e 3º battaglione tornarono dalla Russia e furono ricostruiti per la campagna di primavera del 1813 in Germania. I battaglioni combatterono a Großgörschen, Bautzen, Weißenberg, Görlitz, Großbeeren, Dennewitz e Lipsia. Durante l'armistizio si formò un quinto battaglione, che si unì alla guarnigione di Torgau. Dopo il cambio di schieramento, le truppe di Würzburg continuarono a combattere a fianco degli alleati, assediando la fortezza di Marienberg e prendendo parte alla campagna di Francia.
Il paese fu nuovamente incorporato nel regno di Baviera nel 1814 e pertanto anche le truppe regolari di Würzburg vennero fuse nell'esercito reale bavarese. Il 12º reggimento di fanteria reale bavarese assorbì il 1º ed il 2º battaglione del reggimento della casa granducale di Würzburg.